# 根岸湾

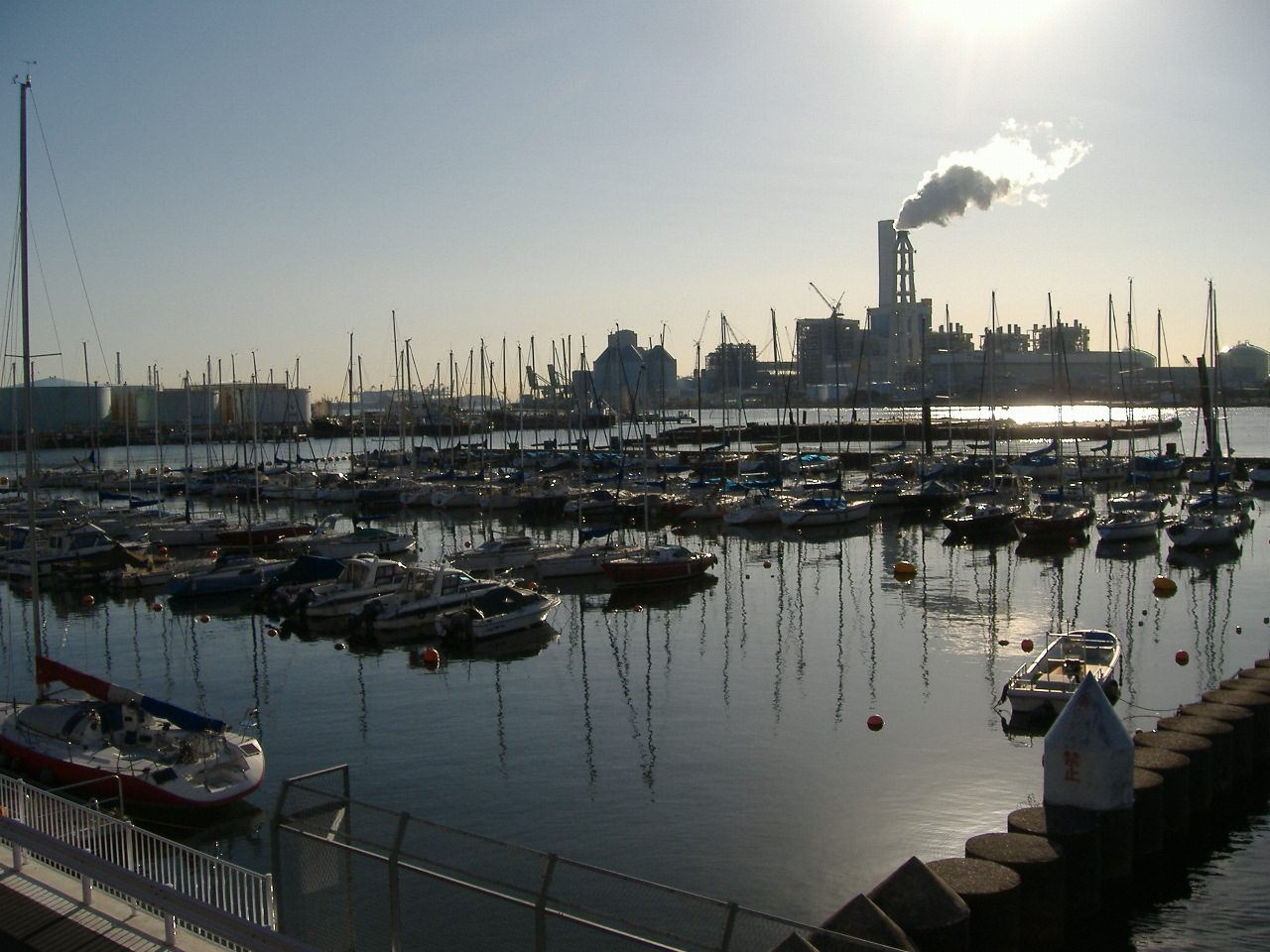
根岸湾的沿岸

根岸湾（日语：根岸湾/ねぎしわん），也称磯子湾，是东京湾西部的一个海湾，位于横滨南部，磯子区面朝此海湾。